# Докудів-Перший
Докудів-Перший (пол. Dokudów Pierwszy, Докудув-Пєрвши) — село в Польщі, у гміні Біла Підляська Більського повіту Люблінського воєводства. Населення — 281 особа (2011).

## Назва
На думку мовознавиці Галини Вишневської, назва села Докудів може походити від дохристиянського імені Докуд.

## Історія

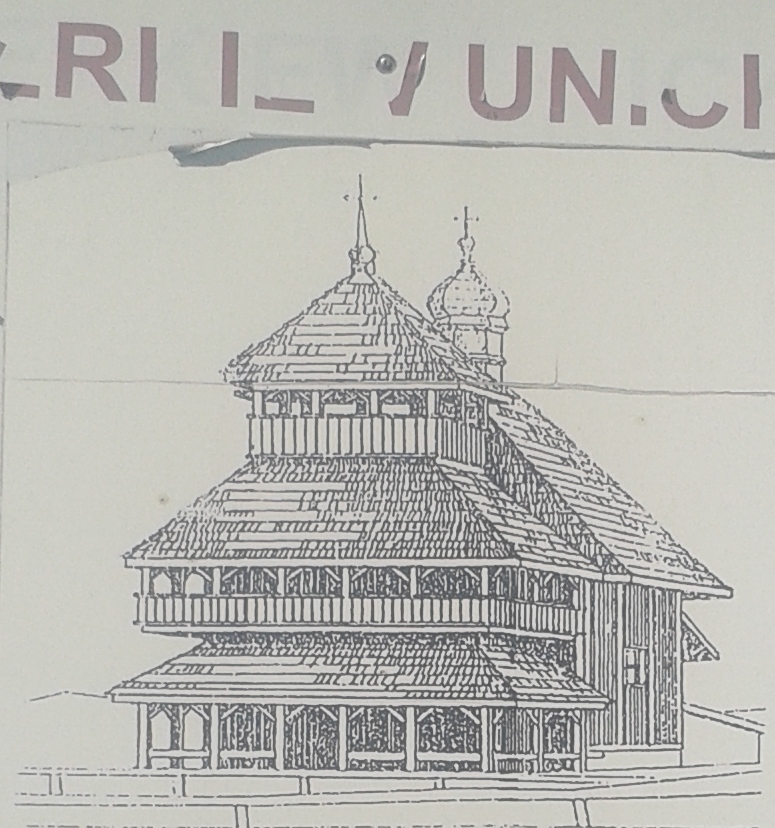
Колишня православна церква в Докудові, знищена під час Першої світової війни

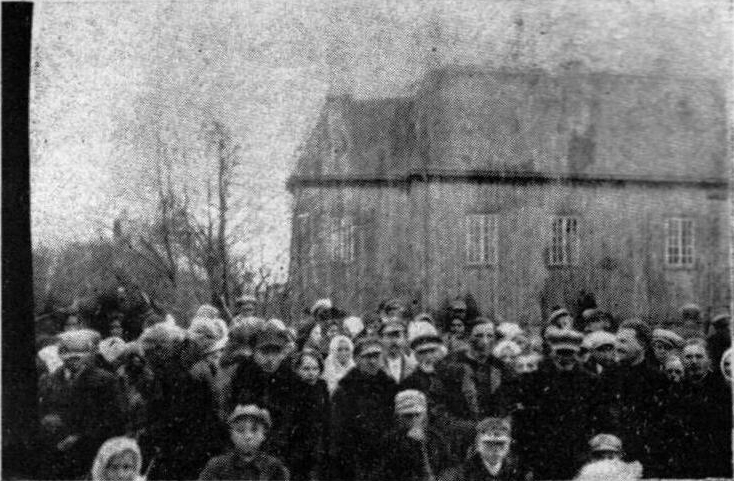
Колишня православна церква Святої Параскеви-П'ятниці

1651 року вперше згадується православна церква в Докудові.
За даними етнографічної експедиції 1869—1870 років під керівництвом Павла Чубинського, у селі Докудів переважно проживали греко-католики, які розмовляли українською мовою.
У 1921 році село входило до складу гміни Сидорки Більського повіту Люблінського воєводства Польської Республіки.
За переписом населення Польщі 10 вересня 1921 року в селі налічувалося 116 будинків та 634 мешканці, з них:
- 290 чоловіків та 344 жінки;
- 232 православні, 383 римо-католики, 7 юдеїв, 12 християн інших конфесій;
- 222 українці, 402 поляки, 7 євреїв, 3 особи іншої національності.

У 1975—1998 роках село належало до Білопідляського воєводства.

## Населення
Демографічна структура станом на 31 березня 2011 року:
|          | Загалом | Допрацездатний вік | Працездатний вік | Постпрацездатний вік |
| -------- | ------- | ------------------ | ---------------- | -------------------- |
| Чоловіки | 142     | 34                 | 90               | 18                   |
| Жінки    | 139     | 27                 | 74               | 38                   |
| Разом    | 281     | 61                 | 164              | 56                   |